# Day
Day és una comunitat no incorporada al comtat de Modoc, Califòrnia a 35 km a l'oest d'Adin, a una altura de 1.111 m. A Day funcionà una oficina de correus entre 1888 -1925 i 1926-1953.